# Титов, Александр Иванович
Александр Иванович Титов (04.06.1904 — 10.03.1965) — химик-органик, доктор химических наук, профессор. Лауреат Сталинской премии 1-й степени.

## Биография
Родился в Богородске (Ногинске). С 1919 года работал в лаборатории завода «Электросталь». В 1929 г. окончил химический факультет МВТУ им. Баумана, ученик профессора В. В. Шарвина. Дипломная работа — по технологии органических красителей.
В 1925—1932 лаборант, ассистент, научный сотрудник Центральной лаборатории Анилтреста (с 1931 НИОПИК). В 1930 году поступил в аспирантуру в МВТУ им. Баумана, научные руководители — академик А. Е. Чичибабин и профессор О. А. Зайде.
- 1932 — зачислен в РККА и назначен адъюнктом Военной академии химической защиты им. Ворошилова.
- 1933 — защитил адъюнктскую работу «Исследование 2,6-диаминопиридина , 2,6-аминооксипиридина и их производных» на кафедре органической химии.
- 1937 — присуждены ученая степень кандидата химических наук и звание доцента.

Преподавал также в гражданских вузах: читал курс лекций по органической химии, руководил лабораторной практикой.
В 1946 году защитил докторскую диссертацию (тема — «Теория нитрования») и утверждён в звании профессора.
В 1954 году вышел в отставку в звании инженер-полковника.
С 1957 года работал в НИОПИКе.
Скоропостижно умер 10 марта 1965 года. Похоронен на Введенском кладбище (11 уч.).
Жена — Анна Николаевна Барышникова (1912—1999), химик.

## Научная деятельность
А. И. Титов занимался исследованиями в области производных нафталина, гетероциклических соединений, реакций гидролиза аминов, ацилирования, нитрования предельных, ароматических и ненасыщенных углеводородов, сопряженных реакций присоединения галоидов к олефинам, фтор-, мышьяк- и некоторых других элементоорганических соединений. Выполнил ряд работ для оборонной промышленности.
Автор двух учебников по курсу органической химии и нескольких методических пособий.

## Награды
- Сталинская премия 1-й степени (1950) — за научные исследования по нитрованию углеводородов и их производных, опубликованных в журналах: «Доклады Академии наук СССР» и «Журнал общей химии» (1946—1949);
- Орден Красного Знамени;
- Орден Красной Звезды;
- медали.